# Ptahmosze, Menheper fia

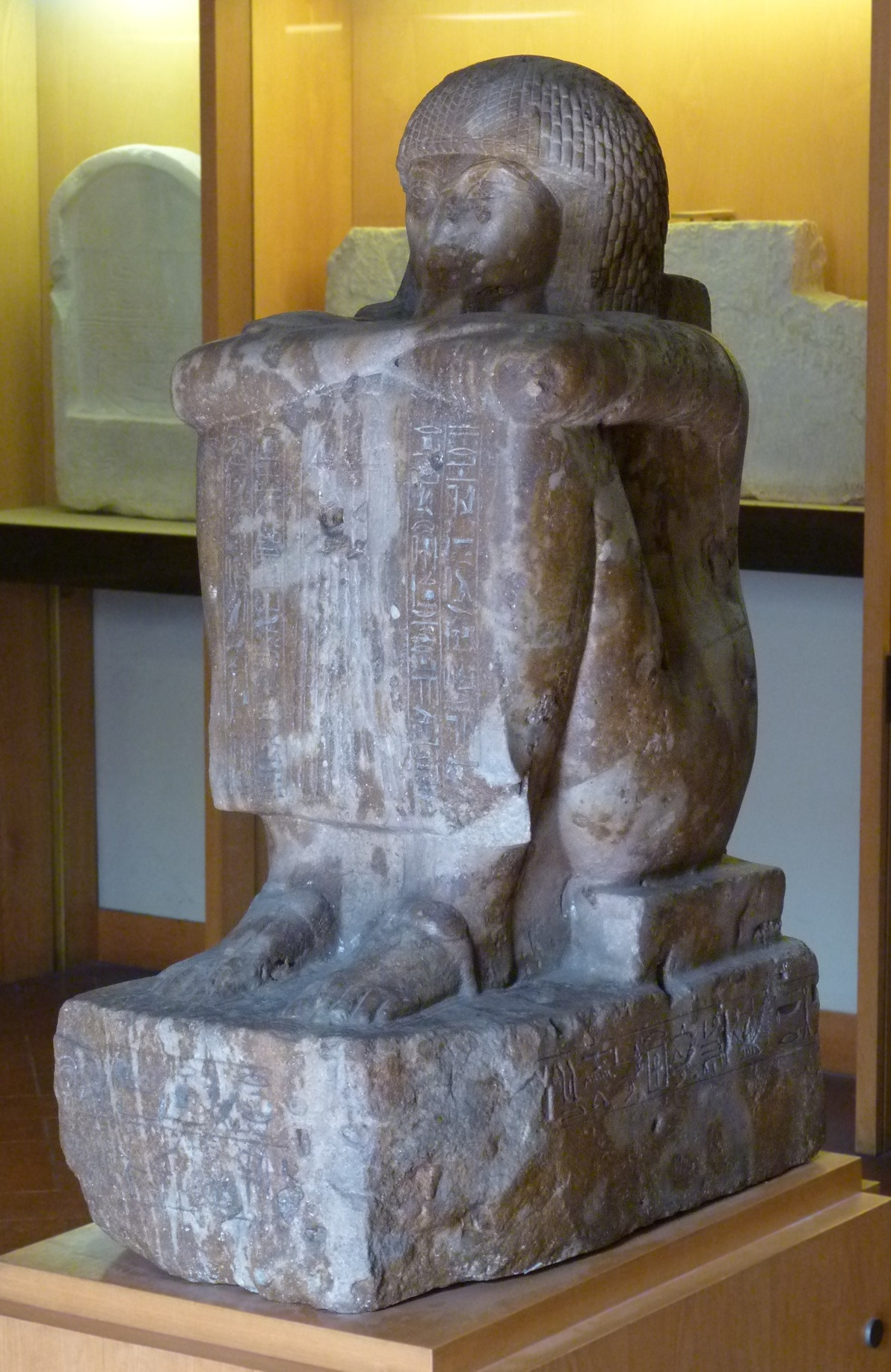
Ptahmosze szobra Firenzében

Ptahmosze ókori egyiptomi főpap volt, Ptah memphiszi főpapja a XVIII. dinasztia idején, IV. Thotmesz és/vagy III. Amenhotep uralkodása alatt. Apja egy Menheper nevű pap volt. Ptahmosze fia, Pahemneter (Pahonte) később szintén Ptah főpapja lett.
Ptahmosze főleg egy szobráról ismert, amely ma a firenzei Régészeti Múzeum gyűjteményében található (katalógusszám 1790). Ezt a szobrát ábrázolja Johan Zoffany festménye, a Tribuna degli Uffizi (1772–78). Emellett említi egy mészkősztélé, melyen egy korábbi Ptah-főpappal, Ptahmoszéval, Thotmesz fiával és annak fivérével, Meriptahhal említik. Egy kisebb sztélé, melyet szintén Firenzében őriznek (katalógusszám 2537) vagy Menheper fia Ptahmoszét, vagy Thotmesz fia Ptahmoszét említi.
Ptahmosze egyik szolgája volt Ptahanh, akinek kockaszobrát a budapesti Szépművészeti Múzeum őrzi.

## Fordítás
- Ez a szócikk részben vagy egészben  a   Ptahmose, son of Menkheper című angol Wikipédia-szócikk ezen változatának fordításán alapul.  Az eredeti cikk szerkesztőit annak laptörténete sorolja fel. Ez a jelzés csupán a megfogalmazás eredetét és a szerzői jogokat jelzi, nem szolgál a cikkben szereplő információk forrásmegjelöléseként.